# Naiguatá (pattugliatore)
Il Naiguatá è stato un pattugliatore costiero della Guardia Costiera Bolivariana del Venezuela. Costruita dai cantieri navali Navantia di Cadice nel 2008, è naufragata il 30 marzo 2020 dopo aver tentato di speronare la nave da crociera RCGS Resolute in acque internazionali, caso estremamente raro di una nave militare "affondata" da una passeggeri.

## Servizio
Il Naiguatá è stato il terzo pattugliatore della classe Guaicamacuto, battelli denominati BVL (acronimo di Buque de Vigilancia de Litoral, ovvero "pattugliatore costiero" in lingua spagnola). 
Con un dislocamento di 1.720 tonnellate, è stato costruito dalla ditta Navantia nei cantieri navali San Fernando di Cadice, in Spagna, sulla base di un progetto standard Navantia di tipo Avante 1400. La posa della chiglia è avvenuta nel 2008. La nave è stata varata il 24 giugno 2009 e battezzata col nome della montagna di Naiguatá. 
La Marina Bolivariana ha preso in consegna il Naiguatá dal costruttore per poi trasferirlo alla Guardia costiera bolivariana. La nave era armata con un cannone Leonardo 76/62 mm, un CIWS antiaereo ed antimissile Rheinmetall Oerlikon Millennium, e due mitragliatrici da 12,7 mm.

## Il naufragio

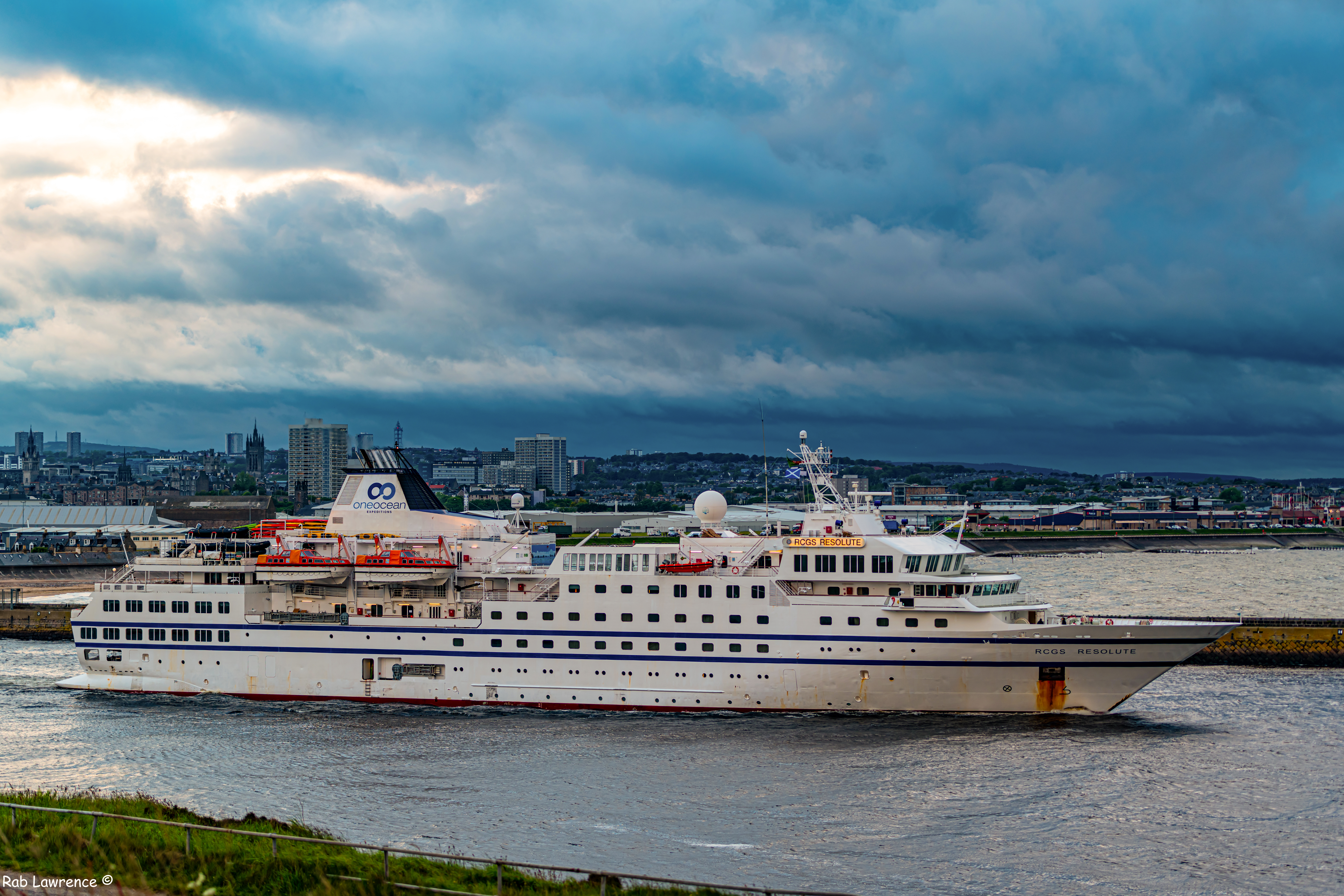
La RCGS Resolute nel porto di Aberdeen con la livrea del proprietario Hapag-Lloyd Cruises al momento della collisione.

Il Naiguatá si è inabissato il 30 marzo del 2020 a seguito di una collisione con la nave da crociera RCGS Resolute. Le motivazioni non sono concordi; secondo la Marina venezuelana, il pattugliatore avrebbe tentato di condurre la Resolute a Puerto Moreno sull’Isola Margherita con la motivazione di aver sconfinato in acque venezuelane, e dopo la collisione la nave si sarebbe data alla fuga. Secondo l'armatore e il comandante, la nave era in navigazione da Buenos Aires a Curaçao, temporaneamente in panne per manutenzione ai motori, e sarebbe stata avvicinata dal Naiguatá vicino all'isola di Tortuga. Il pattugliatore, dopo aver sparato dei colpi d'avvertimento contro la nave da crociera e visto che non accostava, avrebbe tentato di deviarne la rotta speronandola sulla murata. La RCGS Resolute, nata come nave rompighiaccio di classe 5, stazza 5.800 GT, ha murate e prora rinforzate. Durante la collisione il Naiguatà è scarrocciata a proravia della Resolute finendo con una grossa falla nello scafo e inabissandosi rapidamente ma senza vittime tra l'equipaggio. La Resolute avrebbe riferito dell'incidente al Centro di coordinamento del soccorso marittimo (Maritime Rescue Coordination Centre – MRCC) di Curaçao, che dopo un'ora di stazionamento avrebbe liberato la nave dai compiti di assistenza permettendole di proseguire per la sua destinazione.

## Conseguenze
Il presidente venezuelano Nicolás Maduro ha accusato il comandante della nave da crociera di: «pirateria» e «terrorismo», sostenendo in seguito di non scartare a priori il fatto che la RCGS Resolute stesse trasportando «mercenari per attaccare basi militari a terra». Tale affermazione sul trasporto di truppe si baserebbe sul fatto che la RCGS Resolute è dotata di una ventina di gommoni semirigidi per lo sbarco di turisti negli ambienti estremi polari, e questi potrebbero anche essere usati per sbarcare persone sulla costa in modo non appariscente. Inoltre il Ministero della difesa venezuelano, cui è subordinata la Guardacostas Bolivariana ha affermato che l'azione della RCGS Resolute è stata un atto di «aggressione imperialista»
Altre notizie pubblicate da parte venezuelana citano fonti governative, in particolare il ministro della difesa Vladimiro Padrino Lopez, che sostiene come la nave fosse a 7 miglia dall'isola di Tortuga quando il CEOFAN (centro di coordinamento marittimo venezuelano) inviò il Naiguatá ad investigare e scortare la nave al porto della Isla de Margarita, che il pattugliatore abbia sparato dei colpi di avvertimento dopo una chiamata radio e che la Resolute abbia improvvisamente aumentato velocità e cambiato rotta; per contro la compagnia proprietaria della nave sostiene secondo quanto riportato dalle stesse fonti che la nave fosse in acque internazionali, che sia stata dirottata in un "atto di pirateria" da parte venezuelana e che il pattugliatore abbia sparato e tagliato la rotta con un angolo di 135° mentre il comandante era in contatto con gli armatori per avere istruzioni, e che la nave si sarebbe allontanta solo dopo aver avuto il permesso dall'NMCC di Curacao.